# Francisco Ventoso
Ventoso  Alberdi est un nom espagnol. Le premier nom de famille, en général paternel, est Ventoso ; le second, en général maternel, souvent omis, est Alberdi.
Francisco "Fran" José Ventoso Alberdi est un ancien coureur cycliste espagnol né le 6 mai 1982 à Reinosa. Professionnel entre 2004 et 2020, il est notamment champion d'Espagne sur route en 2012 et a remporté deux étapes du Tour d'Italie et une sur le Tour d'Espagne 2006.

## Biographie
Francisco Ventoso commence sa carrière professionnelle en 2004 au sein de l'équipe Saunier Duval-Prodir. 
En 2008, il rejoint la formation Andalucía-Cajasur.
Non conservé chez Andalucía-Cajasur, il signe pour 2009 un contrat avec CarmioOro-A Style en tant que leader avec Maxim Gourov et son compatriote Sergio Pardilla. Il remporte notamment Paris-Bruxelles avec cette équipe en 2010.
En 2011, il est recruté par l'équipe Movistar, avec laquelle il remporte la cinquième étape du Tour Down Under au sprint. En mars, il termine onzième de la classique Milan-San Remo. Engagé sur le Tour d'Italie, il s'impose sur la sixième étape devançant deux Italiens, Alessandro Petacchi et Roberto Ferrari. 
En 2012, il remporte la 9e étape du Tour d'Italie en profitant notamment de la chute des principaux favoris à 300 mètres de l'arrivée, Matthew Goss et Mark Cavendish
.
Au deuxième semestre 2014, la presse annonce que son contrat n'est pas renouvelé par l'équipe Movistar. Au mois de novembre sa présence au sein de la formation espagnole est cependant confirmée pour l'année 2015,.
En 2015, il prend part une nouvelle fois au Tour d'Espagne et termine 81e de l'épreuve après avoir travaillé pour ses leaders Alejandro Valverde et Nairo Quintana. En fin de saison, il prolonge son contrat avec la formation Movistar.
Il abandonne Paris-Roubaix 2016 à la suite d'une blessure au tibia gauche occasionnée par un contact de sa jambe avec le frein à disque du vélo d'un autre concurrent. Cette blessure est profonde et rend visible le périoste de l'os. À la suite d'une lettre ouverte du coureur espagnol qui dénonce la dangerosité de l'utilisation de cette technologie sur les courses de haut-niveau, l'UCI réagit rapidement en interdisant les freins à disque.
En 2017, il rejoint l'équipe américaine BMC Racing, renommée CCC en 2018. Il y occupe un rôle d'équipier jusqu'à la fin de sa carrière en 2020.

## Palmarès et résultats

### Palmarès amateur
- 2000
  - 3eb étape de la Vuelta al Besaya
- 2001
  - 1reb étape du Tour de Salamanque (contre-la-montre par équipes)
- 2002
  - 3e du championnat d'Espagne sur route espoirs
- 2003
  - 1re étape du Tour d'Alicante
  - 3e étape du Tour de Valladolid
  - 2eb étape du Tour de Salamanque
  - 10e du championnat du monde sur route espoirs

### Palmarès professionnel
| - 2004 - Wachovia International Championship - 1re étape du Tour du Qatar - 2e de la Wachovia Invitational - 2006 - 3e étape du Tour d'Espagne - 4e étape de la Bicyclette basque - 2007 - 2e, 3e et 5e étapes du Tour de Castille-et-León - 2e du Trofeo Calvia - 4e de Gand-Wevelgem - 2008 - 3e étape du Tour de Castille-et-León - 1re étape du Tour de La Rioja - 2009 - 2e étape du Tour de Madrid - Classement général de Paris-Corrèze - 1re étape du Tour du Gévaudan - Cinturó de l'Empordà : - Classement général - 1re et 2e étapes - Grand Prix Bruno Beghelli - Tour de Hainan : - Classement général - 4e étape - 3e de la Coppa Agostoni - 2010 - Paris-Bruxelles - 5e étape du Tour d'Andalousie - 2e étape du Ster Elektrotoer - 2e étape du Tour de la communauté de Madrid - 2e du Tour de la province de Reggio de Calabre - 2e du championnat d'Espagne sur route | - 2011 - 5e étape du Tour Down Under - 2e étape du Tour d'Andalousie - 1re et 2e étapes du Tour de Castille-et-León - 6e étape du Tour d'Italie - 3e étape du Tour de Burgos (contre-la-montre par équipes) - 3e du Trofeo Palma de Mallorca - 6e du Tour Down Under - 2012 - Champion d'Espagne sur route - 4e étape du Circuit de la Sarthe - 9e étape du Tour d'Italie - 5e étape du Tour du Poitou-Charentes - 2013 - 8e du Grand Prix de Plouay - 2014 - 2e du Trofeo Muro-Port d’Alcudia - 3e du Grand Prix Nobili Rubinetterie - 2017 - 1re étape du Tour d'Espagne (contre-la-montre par équipes) |  |

### Résultats sur les grands tours

#### Tour de France

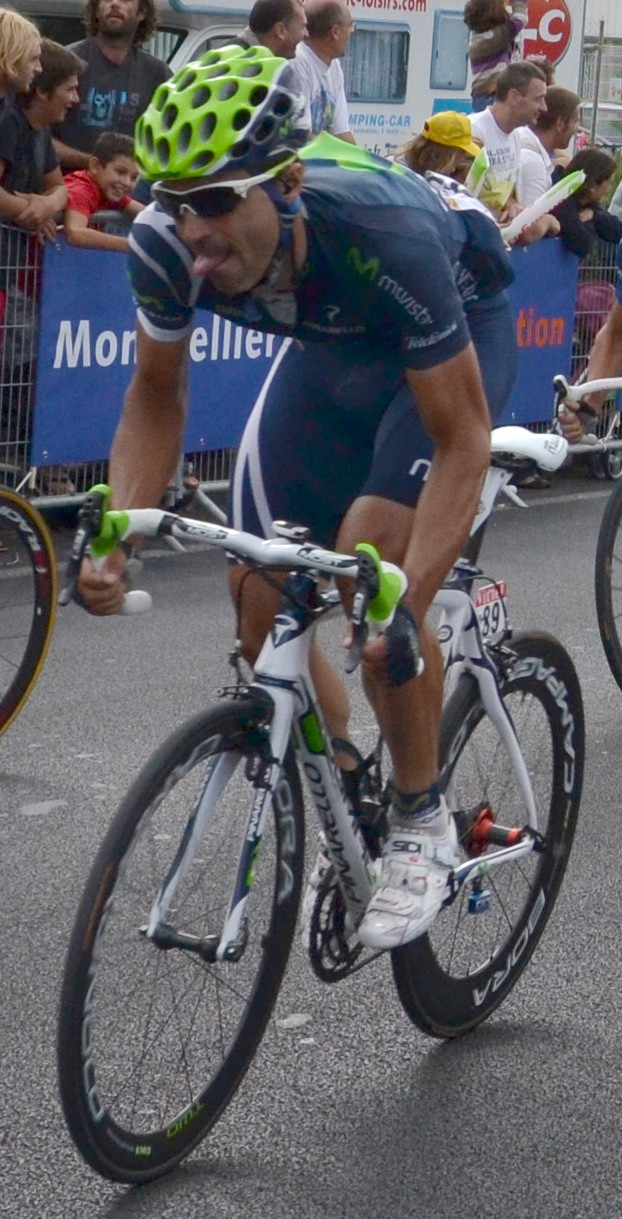
Francisco Ventoso lors de l'arrivée de la du Tour de France 2011.

3 participations
- 2006 : 78e
- 2007 : abandon (13e étape)
- 2011 : 139e

#### Tour d'Italie
8 participations
- 2005 : abandon (13e étape)
- 2011 : non-partant (13e étape), vainqueur de la 6e étape
- 2012 : 92e, vainqueur de la 9e étape
- 2013 : 66e
- 2014 : 125e
- 2017 : 94e
- 2018 : 89e
- 2019 : 87e

#### Tour d'Espagne
7 participations
- 2005 : 93e
- 2006 : 78e, vainqueur de la 3e étape
- 2015 : 81e
- 2017 : 92e, vainqueur de la 1re étape (contre-la-montre par équipes)
- 2018 : 111e
- 2019 : 97e
- 2020 : abandon (5e étape)

### Classements mondiaux
| Année              | 2006 | 2007 | 2008 | 2009 | 2010 | 2011 | 2012 | 2013 | 2014 | 2015 | 2016   |
| ------------------ | ---- | ---- | ---- | ---- | ---- | ---- | ---- | ---- | ---- | ---- | ------ |
| Classement ProTour | 128e | 83e  |      |      |      |      |      |      |      |      |        |
| UCI World Tour     |      |      |      |      |      | 70e  | 134e | 148e | nc   | nc   | nc     |
| UCI Asia Tour      |      |      |      |      | 8e   |      |      |      |      |      |        |
| UCI Europe Tour    |      |      | 117e | 13e  | 9e   |      |      |      |      |      | 1 248e |